# Charlie Adlard
Charlie Adlard est un dessinateur de bande dessinée britannique né le 4 août 1966, connu en Angleterre pour ses travaux publiés dans la revue 2000 AD (Judge Dredd, Savage, etc.).
Aux États-Unis, on lui doit une participation à la série X-files, Astronauts in Trouble pour ce qui est des parutions indépendantes. Pour les majors, on le retrouve sur des titres telles que Batman, Green Arrow ou encore Green Lantern. Sa notoriété croit lorsqu'il succède à Tony Moore au dessin de The Walking Dead, une histoire de zombies écrite par Robert Kirkman.

## Œuvres
- The Walking Dead - Scénario de Robert Kirkman. Éditeur français : Delcourt. Éditeur original : Image Comics. Charlie Adlard succède à Tony Moore au tome 2, sorti en version française en juin 2007.
- Corpus Hermeticum t.5 - Le souffle du Wendigo - Scénario de Mathieu Misoffe, couleurs de Mambba. Éditeur français : Soleil Productions. Sorti en janvier 2009
- Corps de pierre - Scénario de Joe Casey. Titre original : Rock Bottom. Éditeur français : Delcourt. Éditeur original : AIT. Sorti en juin 2010

## Récompenses
- 2010 : Prix Eisner de la meilleure série pour The Walking Dead (avec Robert Kirkman)
- 2010 : Prix Harvey de la meilleure série pour The Walking Dead (avec Robert Kirkman)